# Canthigaster punctata
Canthigaster punctata là một loài cá biển thuộc chi Canthigaster trong họ Cá nóc. Loài này được mô tả lần đầu tiên vào năm 1992.

## Phân bố và môi trường sống
C. punctata có phạm vi phân bố ở vùng biển Tây Nam Ấn Độ Dương. Loài này được biết đến qua một số mẫu vật thu thập ở sống núi ngầm Mascarene (thuộc cao nguyên Mascarene). C. punctata được tìm thấy ở xung quanh các rạn san hô ở độ sâu khoảng 92 m.

## Mô tả
C. punctata trưởng thành có kích thước tối đa được ghi nhận là khoảng 9 cm. Cơ thể của C. punctata có nhiều đốm màu nâu rải đều trên phần lưng. Hai bên thân có một đường vân màu nâu uốn thành hình móng ngựa. Bên trên và dưới của cuống đuôi có một đốm nâu. Vây đuôi có nhiều sọc sẫm.
Số gai ở vây lưng: 0; Số tia vây mềm ở vây lưng: 10; Số gai ở vây hậu môn: 0; Số tia vây mềm ở vây hậu môn: 10; Số tia vây mềm ở vây ngực: 15.
Cũng như những loài cá nóc khác, C. punctata có khả năng sản xuất và tích lũy các độc tố như tetrodotoxin và saxitoxin trong da, tuyến sinh dục và gan. Mức độ độc tính khác nhau tùy theo từng loài, và cũng phụ thuộc vào khu vực địa lý và mùa.
Thức ăn của C. punctata rất đa dạng, bao gồm rong tảo, các loài động vật giáp xác và động vật thân mềm. Cá trưởng thành thường bơi thành đôi hoặc sống đơn độc. C. punctata được đánh bắt nhằm mục đích thương mại cá cảnh.